# Талов, Марк Владимирович
Марк Владимирович Талов (1 (13) марта 1892, Одесса — 10 июня 1969, Москва) — русский поэт, переводчик, мемуарист.

## Биография
Сын столяра. В 1904 поступил в городское шестиклассное училище, откуда ушёл, не окончив четвёртый класс. С 1908 печатался как поэт в периодике, работал корректором в редакции газеты «Одесский листок». В 1912 выпустил сборник стихотворений «Чаша вечерняя». В начале 1913 состоялась встреча Талова с приехавшим в Одессу Фёдором Сологубом, оставившая глубокий след в жизни молодого поэта.
В 1913, проходя срочную службу в армии, был оскорблён унтер-офицером (получил пощёчину), после чего покинул часть и нелегально перешёл границу. Поселился в Париже, стал одной из заметных фигур «русского Монпарнаса». В 1915 вступил послушником во францисканский монастырь в Турени, но вскоре вернулся в Париж. Печатался в периодике. Вместе с Валентином Парнахом и др. выступил одним из основателей литературного кабаре «Палата поэтов», входил в парижский кружок молодых русских поэтов «Гатарапак». Был знаком с Аполлинером, Пикассо, дружил с Максом Жакобом, Маритеном, Модильяни, Сутиным, Цадкиным, Ремизовым, Эренбургом и др. Выпустил две книги стихов: «Любовь и голод» (1920), «Двойное бытие» (1922).
В 1923 через Берлин вернулся в Россию. Жил в Москве, работал в редакции газеты «Гудок» и др. Был близок с Мандельштамом, Асеевым, Тарковским, переписывался с Надеждой Мандельштам. Переводил поэзию с нескольких языков (английский, французский, испанский, итальянский, португальский, армянский, белорусский и др.). Основная переводческая работа, изданная посмертно, — полный свод стихотворений Стефана Малларме, которые ещё в Париже Талов проштудировал с учениками поэта — Анри де Ренье и Рене Гилем.
Похоронен на Донском кладбище.

## Новейшие издания
- Малларме Ст. Собрание стихотворений / Переложил Марк Талов. М., 1990
- Избранные стихи. М.: МИК, 1995
- Воспоминания. Стихи. Переводы. Москва; Париж: МИК; Альбатрос, 2005